# Ana Torralva
Ana Torralva Forero (San Fernando, 1957) es una fotógrafa española, especializada en retrato.  Desarrolla una labor artística centrada principalmente en el flamenco, combinando una mirada documental con una aproximación estética íntima y expresiva. Se la considera la primera fotoperiodista de Valencia.

## Trayectoria
Se trasladó a Cartagena a los ocho años, y aprendió fotografía de la mano de su padre, Esteban Torralva, que era fotógrafo aficionado. Estudió bellas artes con especialidad en pintura en Valencia entre 1979 y 1984 y, posteriormente, se licenció en la Universidad Complutense de Madrid (UCM) en 1986.
Fue redactora gráfica y jefa de sección en el Diario de Valencia con 22 años, e impulsora de la edición gráfica de El País en Valencia entre 1983 y 1995. Fue una de las primeras reporteras en adentrarse en contextos extremos, demostrando que el periodismo podía abordar realidades difíciles desde dentro. Destacó por su enfoque pionero en el reportaje de impacto, como su conocida serie sobre el interior de un hospital psiquiátrico, donde documentó las condiciones del Hospital Psiquiátrico de Bétera para Valencia Semanal, junto al periodista Javier Valenzuela. Además, también ha trabajado en las revistas Ajoblanco y Valencia Semanal.
Paralelamente a su perfil artístico, desde 1991 Torralva es profesora de Fotografía y Proyectos en la Facultad Bellas Artes de la Universidad de Salamanca,  donde se doctoró en 2011 con la tesis titulada Arte y fotografía. Investigación acerca del paisaje y el retrato en el cante de las minas. La Unión. En este trabajo explora cómo el cante flamenco minero, especialmente en estilos como la taranta o la minera, refleja la dura vida y la historia del pueblo de La Unión y su sierra minera, siendo un testimonio emocional y cultural de las vivencias de los mineros.
Desde 1979, ha realizado exposiciones individuales y colectivas, en las que destacan sus trabajos fotográficos dedicados al flamenco. Uno de los encargos institucionales más destacados fue la realización de la Galería de Retratos de los Magistrados del Tribunal Constitucional en Madrid. Desde finales de los años noventa, el flamenco se ha convertido en el eje central de su obra, con especial atención al Festival Internacional del Cante de las Minas, en La Unión (Murcia). Entre sus proyectos más relevantes se encuentran las series Retratos y Paisajes de El Cante de las Minas (1996), Ha pasado un Duende (1999), Duendes del Flamenco (2005), Teoría y juego del duende y El Cante y la Mina, donde explora tanto el componente emocional del flamenco como su dimensión antropológica.
En 2023, participó en la Bienal de Flamenco de Málaga con dos exposiciones: Por! Malagueñas y AY! (Mujer flamenca), fruto de una investigación de más de dos décadas sobre la representación de la mujer en el flamenco. Su obra ha sido destacada por su contribución a la memoria visual del flamenco contemporáneo, con una mirada que va más allá del folclore para abordar cuestiones de identidad cultural, expresión emocional y presencia femenina en este ámbito artístico.

## Reconocimientos
En 1984, Ana Torralva Forero obtuvo el tercer premio en la categoría de Retrato del certamen FotoPress. En 1989, fue galardonada con el primer premio en la misma categoría por su obra Cinco mujeres y su entorno, y en 1990, con el segundo premio por Poli Díaz, fuerza y ternura. Su trayectoria artística se ha centrado en la fotografía de retrato y ha trabajado para medios de comunicación generalistas y especializados, retratando a numerosos escritores, músicos y figuras del mundo del espectáculo.

## Obra
- 1996 – Retratos y Paisajes de El Cante de las Minas. La Unión.
- 1999 – Ha pasado un Duende.
- 2005 – Duendes del Flamenco.
- 2017 – Teoría y juego del duende. Museo Regional de Arte Moderno de Cartagena (MURAM).[19][20][21]
- 2022 – El cante y la mina.
- 2024 – El lado salvaje 1983-1985.